# ليندا فراي بيرنهام
ليندا فراي بيرنهام (بالإنجليزية: Linda Frye Burnham)‏ هي مؤرخة الفن وصحفية وكاتِبة أمريكية، ولدت في 1940 في برتلسفيل في الولايات المتحدة.